# Chu Xước
Chu Xước (chữ Hán: 朱绰, ? – 384) là tướng lãnh nhà Đông Tấn trong lịch sử Trung Quốc.

## Cuộc đời
Xước là người huyện Bái, quận Bái , được sanh ra trong một gia đình tướng soái. Cha là Chu Đằng, được làm Kiến uy tướng quân, Ngô quốc nội sử. Anh trai là Lương quốc nội sử Chu Hiến và Nhữ Nam nội sử Chu Bân đều là tướng tá dưới quyền Tây trung lang Viên Chân.
Đại tư mã Hoàn Ôn trấn áp Viên Chân ở Thọ Dương (369), Chân cho rằng anh em Hiến cùng Ôn ngầm qua lại, bèn giết họ. Xước bỏ trốn, rồi quy hàng Ôn; khi ra trận luôn đi trước, không tránh tên, đá. Khi quân họ Hoàn chiếm được Thọ Dương thì Viên Chân đã mất, Xước liền mở quan tài để làm tội thây của ông ta. Việc này khiến Ôn giận, muốn chém Xước; em của Ôn là Hoàn Xung khổ sở cầu xin nên ông được tha.
Xước làm người trung liệt, chịu ơn cứu mạng của Xung, nên phụng sự ông ta như cha. Xung được làm Xa kỵ tướng quân, lấy Xước làm Tham quân sự, Tây Dương, Quảng Bình thái thú, Dương uy tướng quân.
Tháng 9 ÂL năm Thái Nguyên thứ 7 (382), Xung sai Xước tấn công tướng Tiền Tần là Hác Quý ở Tương Dương, thiêu rụi đồn điền ở vùng Miện Bắc, bắt hơn 600 hộ dân đem về.
Khi Xung mất (384), Xước thương tiếc đến nỗi nôn ra máu mà chết.
Con của Xước là Chu Linh Thạch, Chu Siêu Thạch, sử cũ có truyện.